# Graphania subvelata
Graphania subvelata är en fjärilsart som beskrevs av W. Warren 1913. Graphania subvelata ingår i släktet Graphania och familjen nattflyn. Inga underarter finns listade i Catalogue of Life.